# San Isidro Huilotepec
San Isidro Huilotepec är en ort i Mexiko.   Den ligger i kommunen Atlixco och delstaten Puebla, i den sydöstra delen av landet, 100 km sydost om huvudstaden Mexico City. San Isidro Huilotepec ligger 1 815 meter över havet och antalet invånare är 1 408.
Terrängen runt San Isidro Huilotepec är kuperad åt nordost, men åt sydväst är den platt. Runt San Isidro Huilotepec är det ganska tätbefolkat, med 222 invånare per kvadratkilometer. Närmaste större samhälle är Atlixco, 6,3 km nordväst om San Isidro Huilotepec. Omgivningarna runt San Isidro Huilotepec är en mosaik av jordbruksmark och naturlig växtlighet.